# 冥加
冥加（みょうが）とは、江戸時代に山野河海などを利用したり、営業などの免許の代償として幕府や藩に対して支払ったりした租税の一種。金銭で支払われることが多かったために、冥加金（みょうがきん）・冥加永（みょうがえい、「永」＝永楽通宝）とも呼ばれている。

## 概要
本来、「冥加」とは冥利と同義語で、神仏からの加護の意味である。冥加の祈願あるいは冥加を受けたことに対する謝礼として寺院や神社に奉納された金銭や物資のことも「冥加」と称するようになった。後に領主権力も自己を領民の庇護者としての恩恵（国恩）を強調して、これを口実に年貢を納めない商工業者に対して農民の年貢に相当する冥加を求めるようになった。更に領主権力の許可が必要とされる鉱山労働や鯨などの捕獲など領主が支配する山野河海から何らかの利益を得た者にからも冥加を徴収するようになった。これは農民が領主が支配する田畑で労働行為（耕作）を行って年貢を納める代償として領主からの庇護を受けるという関係をその他の領民に拡大したものとも言える。
似たような租税に運上が存在する。運上も商工業者などに課された租税であるが、「運上は最初から一定の金額を納付するように定められているが冥加にはそれがない」、「運上は領主が負担者に命じて納めさせるものであるが、冥加は負担者が領主による冥加である国恩に対する自主的な奉納の体裁を採っていた（もっともそれが本当に自主的であるかどうかは別問題である）」、「小物成・運上は幕藩制初期からの租税で、冥加は株仲間結成をはじめとして後世に新たに賦課されたもの」などの説があるが、実態は冥加に対しても一定額が定められる場合もあり、「運上と云も冥加永というも同様たり（中略）、何れを唱へても苦しからず」とした『地方凡例録』の記述が近いものであったと考えられている。
もっとも代表的なものとして株仲間の結成時に領主から独占的な営業特権を認められた代償として納める冥加がある。認可の最初の年には多額の冥加を納付（初年金/初年銀）して、以後は少額の冥加を毎年納付（年々金/年々銀）することとなっていた。納付方法としては金貨による金建・銀貨による銀建及び必要に応じての両者の混合の場合があり、負担は仲間に入った各構成員が共同で負担した。天保の改革の際に株仲間が一時廃止された際に冥加も免除され、後に株仲間は再興されたが株仲間に対する冥加の賦課は行われなくなった。
株仲間以外にも市中の空地に家を建築したり、川岸を水揚げ場として占有したりする場合の地子として冥加を納める例があった。
明治維新の際の「商法大意」に基づいて廃止され、後に運上として復活するものや近代的な営業税などの形で賦課されるものもあった。